# سید مطهر کاظمی
سید مطهر کاظمی (زادهٔ ۱۳۲۶ - درگذشته ۱۸ آذر ۱۳۸۵) نمایندهٔ حوزهٔ انتخابیهٔ خلخال و کوثر در دورهٔ پنجم مجلس شورای اسلامی بوده‌است. وی پیش‌تر در ادوار چهارم و سوم و دوم نیز نمایندهٔ خلخال در مجلس شورای اسلامی بود.
مطهر کاظمی در انتخابات دوره ششم مجلس شورای اسلامی، پس از ابطال آرای برخی از صندوق‌ها توسط شورای نگهبان، موفق به حضور در مجلس شد اما با توجه به اعتراضات خیابانی در خلخال و سپس آشوب‌ها و ناآرامی‌های بعد از آن، اعتبارنامه وی توسط نمایندگان مجلس ششم از مجموع ۲۳۵ رای با ۱۳۸ رای مخالف، ۷۵ رای موافق و ۲۲ رای ممتنع در صحن علنی مجلس، رد شد.